# Lemnaliidae
Die Lemnaliidae sind eine Familie der Achtstrahligen Korallen (Octocorallia), die in flachen Bereichen des tropischen Indopazifiks vorkommt.

## Merkmale
Wie fast alle Oktokorallen bilden die Arten der Familie Lemnaliidae Kolonien, die aus vielen Einzelpolypen mit jeweils acht Tentakeln bestehen. Die Kolonien sind fingerförmig oder baumartig mit einem deutlich ausgeprägten Stiel. Eine zentrale, feste Skelettachse fehlt. Die monomorphen Polypen sind mit Ausnahme des Stiels oder der Basis der Kolonie gleichmäßig auf der Kolonieoberfläche oder vor allem in den äußeren Bereichen von Ästen und Zweigen verteilt. Bei einigen Arten können sich die Polypen in die Kolonie zurückziehen, bei anderen geht dies nicht, in allen Fällen können sich die Polypen jedoch stark zusammenziehen. Die Sklerite der Polypen haben die Form langer Spindeln oder Stäbchen, in den Tentakeln haben sie die Form gelappter Schuppen. Auf der Oberfläche des Stiels und der Äste sind die Sklerite stäbchen- und spindelförmig, halbmondförmig und strahlenförmig. Die Arten der Familie Lemnaliidae leben mit Zooxanthellen in einer Endosymbiose und beziehen von diesen einen Teil ihrer Nährstoffe.

## Gattungen
Zur Familie Lemnaliidae gehören drei Gattungen:
- Lemnalia Gray, 1868
- Paralemnalia Kükenthal, 1913
- Rhytisma Alderslade, 2000